# 貝爾蒙特鎮區 (伊利諾伊州易洛魁縣)
貝爾蒙特鎮區（英語：Belmont Township）是位於美國伊利諾伊州易洛魁縣的一個行政鎮區。

## 地方資料
根據2010年美國人口普查的數據，貝爾蒙特鎮區的面積為94.10平方千米，當中陸地面積為94.10平方千米，而水域面積可忽略不計。當地共有人口2497人，而人口密度為每平方千米26.54人。